# Quantelung
Unter Quantelung versteht man eine Zerteilung einer Gesamtheit in Teile, wobei die Unterschiede zwischen diesen Teilen nicht beliebig klein werden können wie bei einer kontinuierlichen Variablen. Die Quantelung überführt Funktionswerte (die Werte physikalischer Größen) in eine abzählbare Menge von Zahlen, nämlich alle Vielfachen einer Quantisierungsstufe.
In der Quantenmechanik bekommt dieses eine besondere Bedeutung, wenn man zum Beispiel von Energiequantelung spricht. Hier bedeutet Quantelung, dass die besagte Größe nur diskrete, also in einem gestuften Wertvorrat enthaltene Werte annehmen kann, statt kontinuierlich veränderbar zu sein. Den Nachweis für die Quantelung von Energien, die von den Elektronen in den Atomorbitalen aufgenommen werden können, lieferten unter anderem die Experimentalphysiker James Franck und Gustav Hertz, die für den Franck-Hertz-Versuch im Jahr 1925 den Nobelpreis für Physik erhielten.
Bislang ist Quantelung bei den folgenden physikalischen Objekten und Größen bekannt: Materie, Licht, Energie, Ladung, Impuls, Drehimpuls, elektrischer Widerstand, magnetischer Fluss.